# Eugenia Gómez de Diego
Eugenia Gómez de Diego (Santander, 1976) es una abogada y política española. Ha sido delegada del Gobierno en Cantabria entre diciembre de 2023 y julio de 2025, así como consejera de Empleo y Políticas Sociales del Gobierno de Cantabria entre 2022 y 2023 y diputada en el Parlamento de Cantabria de junio a diciembre de 2023.

## Biografía
Eugenia Gómez de Diego nació en Santander (provincia de Santander, actual comunidad autónoma de Cantabria) en 1976. Se licenció en Derecho por la Universidad de Cantabria y cuenta con un máster en Asesoría Fiscal por la Universidad CEU San Pablo.
Abogada de profesión, desde mediados de los años 1990 ha participado activamente en política, como militante del Partido Socialista Obrero Español (PSOE), llegando a ser secretaria general del PSOE de Santander, así como secretaria de Movimientos sociales e inmigración de la Comisión Ejecutiva Regional del PSC-PSOE.
Su primer cargo con relevancia política lo obtuvo tras las elecciones municipales de 1999, cuando resultó elegida concejal del Ayuntamiento de Santander. Resultó reelegida en las elecciones posteriores hasta el año 2007, cuando fue nombrada directora general de Juventud del Gobierno de Cantabria, cargo que ejerció hasta el cese del Gobierno regional en 2011.
Con motivo de las elecciones municipales de ese año, Gómez de Diego fue la candidata socialista a la alcaldía de Santander y, si bien no lo consiguió, se mantuvo como concejal hasta el año 2014.
En el año 2019 fue nombrada directora general de Vivienda en la Consejería de Empleo y Políticas Sociales del Gobierno de Cantabria y, en abril de 2022, asumió la titularidad de la Consejería en el Gobierno de Cantabria presidido por el regionalista Miguel Ángel Revilla, en sustitución de la consejera Ana Belén Álvarez.
Concurrió a las elecciones autonómicas de 2023 y fue elegida diputada. A finales de ese año, el presidente del Gobierno, Pedro Sánchez, la nombró delegada del Gobierno en la Comunidad Autónoma de Cantabria, sustituyendo a la también socialista Ainoa Quiñones. A finales de julio de 2025 fue sustituida en el cargo por el diputado nacional Pedro Casares.
Desde diciembre de 2024, es vocal de la Ejecutiva Federal del PSOE.